# Verna Felton
Verna Felton (Salinas, California, 20 de julio de 1890 - Hollywood, California, 14 de diciembre de 1966) fue una actriz estadounidense nominada al Emmy que es más conocida por dar voz a numerosos personajes de dibujos animados de Disney, así como a Perla Slaghoople, la suegra de Pedro Picapiedra en la serie de Hanna-Barbera.

## Filmografía seleccionada
- Dumbo (1941)...Matriarca Elefanta/Sra. Jumbo (voz) (sin acreditar)
- La Cenicienta (1950)...Hada Madrina (voz)
- Alicia en el país de las maravillas (1951)...Reina de Corazones (voz)
- La dama y el vagabundo (1955)...Tía Sarah, tía de Jim Dear (voz)
- La bella durmiente (1959)...Flora, el hada rosa y la Reina Flor, la madre de la Princesa Aurora, la Bella Durmiente (voz)
- Goliath II (1960)...Eloise (voz) (cortometraje; sin acreditar)
- El libro de la selva (1967)...Winifred (voz)